# Julia Antonelli
Julia Antonelli, född 7 maj 2003 i Virginia, är en amerikansk skådespelare.
Antonelli har bland annat medverkat i TV-serierna WITS Academy från 2015 samt Outer Banks (2020–). Hon har även medverkat i filmen Beau Is Afraid från 2023.

## Filmografi (i urval)
- 2015: WITS Academy
- 2020–: Outer Banks
- 2023: Beau Is Afraid